# Paul Hoff

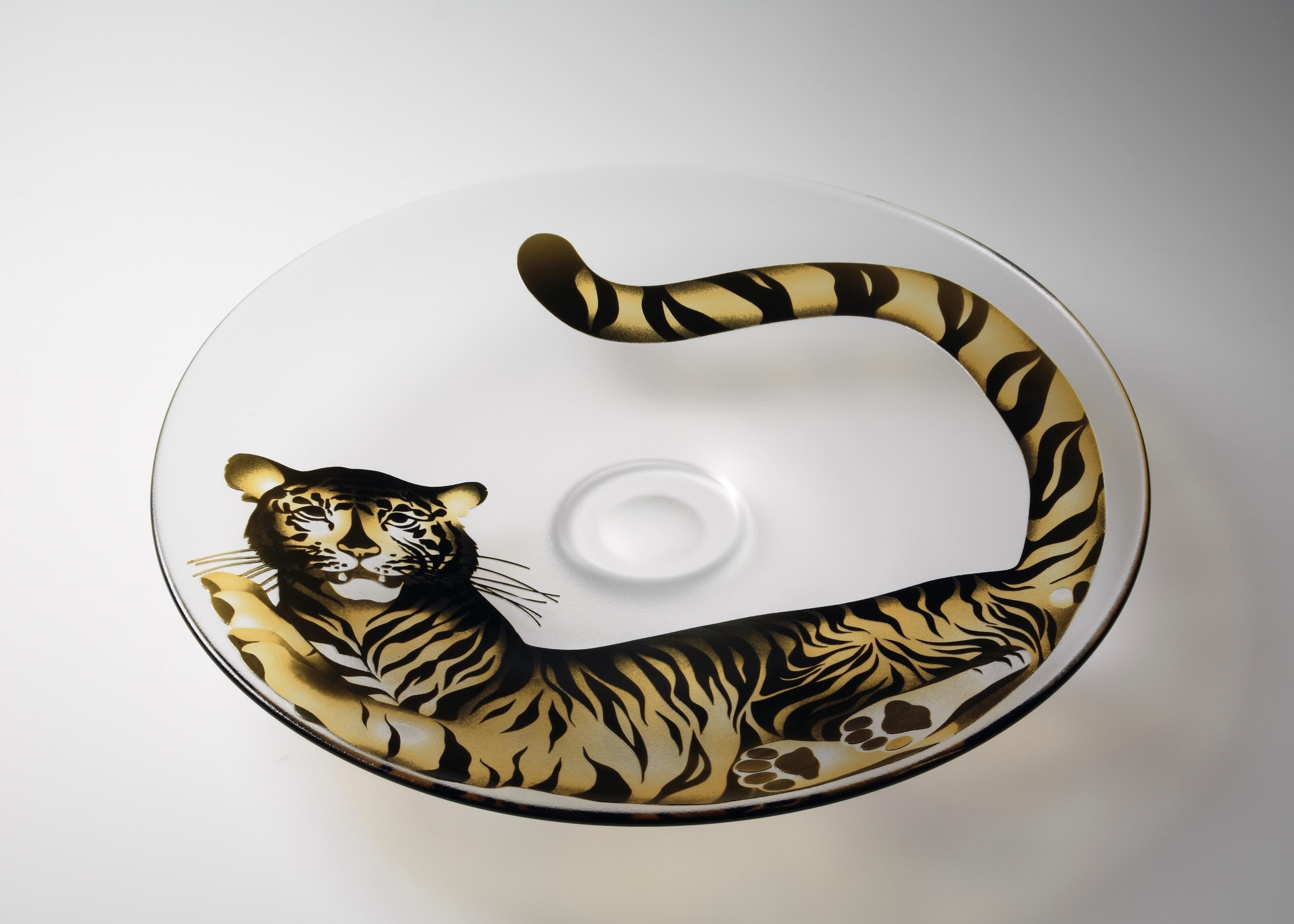
Tigerfat av glas formgivet av Paul Hoff 1980 för Kosta glasbruk

Paul Hoff, född 1945 i Stockholm, är en svensk keramiker och glaskonstnär.

## Biografi
Hoff studerade keramik vid Konstfack och på grundskolan för konstnärlig utbildning vid Stockholms universitet 1962-1963.[källa behövs] Han var mellan 1969 och 1974 verksam vid Gustavsbergs porslinfabrik, där han designade djurfigurer, och bland annat gjorde en porslinsserie kallad Arter i fara med motiv av utrotningshotade arter i Sverige. Han arbetade mellan 1972 och 1982 vid Kosta glasbruk, där han gjorde stora pjäser med bilder av leoparder, fåglar och växter. Sedan 1982 är han åter hos Gustavsberg. Hoff finns representerad vid Nationalmuseum i Stockholm, Smålands museum och Helsingborgs museer.